# West Fork
West Fork é uma cidade localizada no estado americano de Arkansas, no Condado de Washington.

## Demografia
Segundo o censo americano de 2000, a sua população era de 2042 habitantes.
Em 2006, foi estimada uma população de 2236, um aumento de 194 (9.5%).

## Geografia
De acordo com o United States Census Bureau, a localidade tem uma área de 8,6 km², sem área coberta por água. West Fork localiza-se a aproximadamente 409 m acima do nível do mar.

## Localidades na vizinhança
O diagrama seguinte representa as localidades num raio de 24 km ao redor de West Fork.